# Redbone Coonhound
Le Redbone Coonhound est une race de chien américaine largement utilisée pour chasser l'ours noir, le raton laveur, et le puma, mais le chien est également capable de chasser le jaguar, le grizzli et les plus grandes espèces de cerfs comme le wapiti. Son agilité lui permet de chasser aussi bien dans les marécages que dans les montagnes et les forets, et certains peuvent être utilisés comme chiens d'eau.
D'après le standard de l'American Kennel Club (AKC), « le Redbone mélange à la fois beauté et caractère équilibré, avec un air confiant et un grand talent de chasseur. » Cette race est enregistrée à l’United Kennel Club depuis 1904 et à l'AKC depuis 2009.
Il s'agit de la race des chiens de chasse présents dans le roman Where the Red Fern Grows (en).

## Description

### Apparence
Le Redbone Coonhound est un chien athlétique, musclé et bien proportionné.
Sa morphologie est typique du sous-groupe des Coonhounds, avec de longues jambes allongées, une poitrine large, Une queue et une tête tenues hautes et fières quand il chasse ou lors des expositions canines.
On décrit souvent le Redbone par son air "suppliant", avec des yeux marron ou noirs tristes et de longues oreilles tombantes.
Son pelage est court et doux mais résistant pour lui assurer la protection nécessaire lors des parties de chasse dans les fourrés.
Ses pattes sont munies de coussinets épais, elles sont également palmées et la présence d'ergots n'est pas rare.
Sa truffe est noire et en avant.
Les oreilles sont tombantes et atteignent le bout du museau si on les étend.
La truffe est toujours noire et son pelage est toujours d'un rouge flambant, bien que des taches blanches sur la poitrine, entre les jambes et les pattes soient admises, elles sont à éviter.
Il arrive rarement que le Redbone ait une robe entièrement noire.
Il arrive également qu'il ait du pelage noir sur le visage et le museau.
Les pattes sont souvent palmées.
Les mâles mesurent entre 56 et 68,5 cm au garrot, les femelles sont un peu plus petites, avec une taille comprise entre 53 et 66 cm.
Le poids doit être proportionnel à la taille et à l’ossature du chien, avec une préférence pour les chiens de travail athlétiques plutôt que des chiens trop musclés.
Son poids est généralement compris entre 20,5 et 31,75 kg.

### Caractère
Les Redbone Coonhound sont d’excellents compagnons et de bons chiens de famille, mais ils ont des besoins particuliers.
Ils aiment être avec leur maître et leur famille, et ils sont heureux de faire partie de leur vie quotidienne, de s'asseoir à leur côté ou de les observer : Le Redbone Coonhound est très souvent malheureux s'il est délaissé ou s'il ne passe pas de temps avec sa famille.
De manière générale, ce sont des chiens aimants et très affectueux : ils n'hésitent pas à vous sauter dessus en aboyant pour vous accueillir, un Redbone typique sera tout aussi affectueux avec d'autres personnes, léchant les visages des membres de sa famille, des amis et aussi des autres chiens.
Cependant, un chien de cette race ne sera pas aussi demandeur d'attention qu'un Labrador retriever.
Ils apprécient beaucoup les caresses.
Ce sont des chiens très expressifs : comme expliqué ci-dessus, les Redbones adultes sont de grands chiens. Il leur arrive de ne pas se rendre compte de leur taille ou de leur force quand ils sont jeunes et peuvent accidentellement renverser les personnes âgées et les jeunes enfants s'ils ne sont pas éduqués ou ne connaissent pas l'ordre "au pied'", l'éducation de base est un élément essentiel pour cette race.
Le Redbone est un chien qui aboie beaucoup puisqu'il est un chien de chasse. La race est connue pour son aboiement '"lent", distinctif, appelé aussi "hurlement". Les chasseurs qui utilisent cette race suivent les hurlements des chiens qui pistent leur proie. L'éducation est indispensable pour canaliser leur excitation et leurs aboiements joyeux, mais aussi pour leur permettre de satisfaire leur besoin de "pistage" qui les pousse à aboyer.

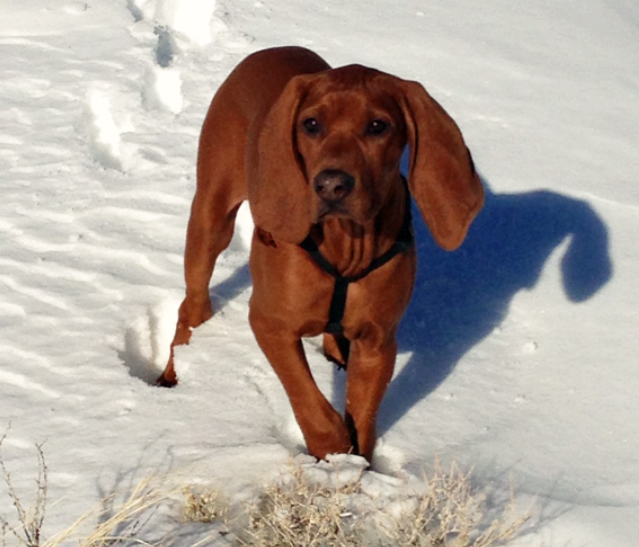
Jeune Redbone Coonhound dans la neige.

Si le chien n'est pas utilisé pour la chasse, un bon moyen pour le satisfaire est de le dresser comme un chien de garde, puisqu'il s'agit d'une race très alerte et attentive et que son aboiement fait de lui une très bonne sonnette d'alarme.
Les Redbones dressés comme chien de garde sont attentifs aux vêtements, odeurs et ils sont protecteurs du territoire de leur maître, ils "protègent" également leur jardin du facteur ou des éboueurs.
Leurs aboiements graves et constants dus à l'excitation alliés à leurs longues canines peuvent intimider la plupart des intrus non avertis.
Les Redbones atteignent leur maturité physique et intellectuelle vers l'âge de deux ans, ce qui est assez tard comparé à d'autres races.
Les chiots et les jeunes chiens sont plus énergiques que les adultes et ont un grand besoin d'activités physiques, au risque de devenir destructeurs, en s'attaquant aux meubles, chaussures ou encore aux poubelles. Il est fortement déconseillé aux maîtres de réprimander leur chien.
Les Coonhounds sont des chiens sûrs d'eux mais sensibles; la punition ne provoquerait que de la peur chez l'animal.
Une fois éduqué et une fois que le chien a pris conscience de sa taille et de sa force, la race est connue pour être douce et adaptée aux enfants, le chien accepte d'être en présence de jeunes enfants qui jouent ou qui lui tireraient les oreilles (ce qui ne veut pas dire qu'il faut laisser faire !). Le chien prendra joyeusement part au jeu des enfants plus grands et n'hésitera pas à faire un plongeon dans la piscine.
Les chiens sont de bons nageurs, autant que les races adeptes de l'eau telles que le Labrador Retriever.
Les Coonhounds font partie du même groupe que le Beagle, le Basset hound, et le Chien de Saint-Hubert : ce sont des races spécialisées dans le pistage de proies sur de longues distances grâce à leur vue et à leur odorat. Ils indiquent instinctivement leur position aux chasseurs qui les suivent en aboyant au fur et à mesure qu'ils approchent de leur proie. Cette race aura donc tendance à vouloir chasser les animaux de petite taille comme les lapins, écureuils, blaireaux ou même les chats.
Les chiens de chasse ont besoin de beaucoup d’exercice pour s’épanouir et être en bonne santé. La race est plus adaptée pour des maîtres vivant à la campagne ou en banlieue. La vie en ville est moins adaptée mais reste possible si le chien a la possibilité de se dépenser au minimum une heure et demie ou plus par jour.
Les Redbones sont des chiens intelligents capables de résoudre des problèmes. Cela peut s’avérer à double tranchant si le chien décide que son problème est de passer la clôture du jardin ou d’atteindre la poubelle. La plupart des Redbones ont besoin d’être tenus en laisse pour les éviter de fuguer lorsqu'ils ont une piste.
Lors de la chasse, il effectue souvent des rondes de 400 mètres autour de la meute à la recherche de l’odeur d’une éventuelle proie avant de revenir et d’avertir la meute avec son hurlement pour qu’elle le rejoigne. À cause de leur instinct naturel de pistage, ils ont tendance à suivre leur nez et ignorer les ordres de leur maître, c’est pour ça qu’il est indispensable de les tenir en laisse dans des endroits non clos.

## Histoire
À la fin du XVIIIe siècle, beaucoup de chiens de chasse de race européenne, la plupart d’origine écossaise, française, anglaise ou irlandaise, furent importés en Amérique, dont le Foxhound anglais, le Grand bleu de Gascogne, le Welsh Hound (en), le Beagle, le Chien de Saint-Hubert.
Le plus souvent, ces chiens étaient importés par les riches propriétaires de plantations de la région Tidewater en Virginie (en) pour imiter la bourgeoisie européenne et faire des chasses à courre avec un petit nombre de chiens pistant des proies sur les terrains des fermes.
Cependant, après à la révolution américaine, et comme les colonies s’étendaient de plus en plus vers le sud et l'ouest, les chasseurs se rendirent compte que les chiens de chasse importés des îles Britanniques et de France à la fin du XVIIIe siècle et au début du XIXe avaient été élevés pour évoluer sur des types de terrains bien différents de ceux du sud de l’Amérique.
À la fin du règne du roi George III, une grande partie des forêts de chênes d’Angleterre, d'Écosse et d’Irlande avait été rasées au profit de la Royal Navy et beaucoup d’exploitations de tourbe des tourbières servaient à la production de carburant. À l’exception des blaireaux, lapins et des renards, une grande partie de la faune d’origine de ces régions avait peu à peu disparu.
L’aristocratie française possédait quelques réserves privées de gibiers de chasse, mais il était rare que les chiens pistent quoi que ce soit étant donné la taille limitée des terres de chasse.
La situation était complètement différente dans le sud de l’Amérique, où s’étendaient des milliers de kilomètres de marécages de cyprès et de forêts denses subtropicaux.
Les terres étaient remplies d’animaux prêts à se battre férocement jusqu'à la mort tels que l’alligator, l’ours noir, le porc-épic, le puma ou encore le raton laveur.
Dans de telles conditions, les races européennes étaient pratiquement inutiles puisqu'aucun des animaux précédemment nommés ne se dissimulait dans le sol ou ne fuyait à l’approche du danger : face à une proie qui grimpe aux arbres ou qui se débarrasse de son pourchasseur en entrant dans des eaux marécageuses et profondes, les chiens se retrouvaient totalement désemparés.
Face à un porc-épic, la meute prenait même la fuite lorsque le chien de tête se faisait piquer.
Au fil du temps, les chasseurs du sud ont sélectionné des races de chiens qui ne prenaient pas la fuite, qui étaient dotées d’une grande endurance, et qui poursuivaient inlassablement leur proie jusqu’à ce qu’elle se réfugie dans un arbre ou qu’elle se retrouve piégée et à bout de forces ; c’est ce qui a donné les Coonhounds modernes.
À la fin du XVIIIe siècle, des immigrants écossais emmenèrent en Géorgie des foxhounds rouges, des chiens qui devinrent les bases fondatrices du Redbone.
Plus tard, en 1840, des lignées irlandaises de Foxhound et de Chien de Saint-Hubert ont été introduites.
La dénomination de la race provient d’un des premiers éleveurs, Peter Redbone du Tennessee, bien que d’autres éleveurs aient également contribué au développement de la race au XIXe siècle, Georgia F.L. Birdsong de Georgie et Dr. Thomas Henry.
Au fil du temps, les éleveurs ont suivi un programme sélectif qui a créé une race de Coonhound spécialisée pour les proies se réfugiant dans les arbres et, contrairement aux races européennes, qui n’hésite pas à s’attaquer à des proies imposantes, qui fait preuve d’agilité autant sur terrain montagneux qu’en plaine, et pouvant nager si nécessaire.
C’était une race idéale pour la chasse en meute de petits ou gros gibiers.
À l’origine, le Redbone avait un manteau noir mais à partir du début du XXe siècle la race prit une robe entièrement rouge.
Comme beaucoup de chiens de chasse américains, en particulier les races du Sud, le Redbone était très connu et apprécié des chasseurs et des fermiers, mais complètement absent des expositions.
La tendance a récemment changé et le Redbone a été reconnu par les deux principaux clubs canins américains : l’American Kennel Club et l’United Kennel Club. La race a été classifiée pour la première fois à l’AKC Seattle show en 2011. Malheureusement, les Redbones étant avant tout des chiens de chasse plutôt que des chiens de concours, ils restent très rares en dehors des États-Unis.
Il n’y a que très peu d’éleveurs en dehors de l’Amérique du Nord et la race est pratiquement inconnue en Europe ou en Australie.
Le Redbone Coonhound fait également son apparition dans des livres et des films, tels que « Where the Red Fern Grows. »
Il s’agit d’un livre à propos d’un jeune garçon et de ses chiens, des Coonhounds, qui profitent de la vie et de la chasse.
Ce livre transmet une bonne morale sur l’amitié et l’amour, et il est disponible dans de nombreuses librairies aux États-Unis

## Des Redbone Coonhounds connus
- Where the Red Fern Grows (en) est l'histoire de deux chiens Coonhound (« Vieux Dan » et « Petite Ann ») et de leur maître Billy Coleman. Le livre a été écrit par Wilson Rawls (en) en 1961, et a été adapté en film en 1971.
- Le chien de Ryan Steele, Jeb, dans la série télévisée produite par Haim Saban VR Troopers.
- The Hound That Thought He Was a Raccoon (en) raconte l'histoire d'un jeune chiot Coonhound élevé par une famille de raton laveurs. Ce film, sorti en 1960, est une production Disney et réalisé par Tom McGowan.